# Hammaptera frondosata
Hammaptera frondosata är en fjärilsart som beskrevs av Achille Guenée 1858. Hammaptera frondosata ingår i släktet Hammaptera och familjen mätare. Inga underarter finns listade i Catalogue of Life.